# Otto J. Wolff
Otto J.Wolff – amerykański polityk, od 20 stycznia 2009 do 25 lutego 2009 pełnił obowiązki Sekretarza Handlu Stanów Zjednoczonych w gabinecie Baracka Obamy